# La família Ulisses
La família Ulisses és el nom d'una sèrie de còmic d'humor, dibuixat per Benejam (1890-1975) i aparegut a la revista TBO des del 1945. Aquesta sèrie és la més recordada de l'autor, a les historietes hi retrata una societat de post-guerra civil espanyola on la classe mitjana baixa fa esforços per convertir-se en mitjana alta.

## Trajectòria editorial i argument
Els guions eren de Joaquim Buigas fins al 1952; entre el 1952 i el 1963 comptava amb l'ajuda d'Emilio Viña. Quan Buigas va morir el 1963, Carles Bech el va succedir com guionista. Benejam va dibuixar la sèrie fins al 1969 quan Josep Maria Blanco el va succeir. La sèrie recrea les aventures d'una família barcelonina de postguerra d'una manera realista.

## Membres de la família
Els membres de la família són:
- Ulisses, el pare que dona nom a la sèrie, obsedit amb els diners
- Doña Sinforosa, la dona, que té un paper secundari
- Lolín, la filla gran que es burla dels intents del pare per buscar-li marit
- Merceditas i Policarpito, els fills petits que apareixen sempre jugant
- Doña Filomena, sogra d'Ulisses, el personatge més còmic, representa l'oposició entre la vida rural i la de ciutat
- Tresky, el gos, que ajuda els seus amos a sortir dels embolics

## Reconeixement
- El 30 de maig del 1997, Correus d'Espanya li va dedicar un segell dins la sèrie Còmics.[3]
- Al setembre de 2012, la biblioteca Can Fabra de Barcelona va dedicar una exposició a la família.[4]
- El municipi de Ciutadella li va dedicar un carrer.[5]